# 단풍나무속
단풍나무속(Acer)은 무환자나무과에 속하는 속씨식물 속이다. 관상용으로 심으며, 목재로도 쓰인다. 북아메리카 원산인 은단풍으로는 단풍당밀을 만든다. 캐나다의 국기에는 단풍잎이 그려져 있다.

## 하위 종
- 개버즘단풍나무 (A.pseudoplatanus)
- 고로쇠나무 (A. pictum subsp. mono )
- 꽃단풍 (A. pycnanthum)
- 네군도단풍 (A. negundo)
- 단풍나무 (A. palmatum)
- 당단풍나무 (A. pseudosieboldianum)
- 데이비드사피단풍 (A. davidii)
- 뜰단풍 (A. palmatum var. matsumurae)
- 만주고로쇠 (A. truncatum)
- 복자기 (A. triflorum)
- 복장나무 (A. mandshuricum)
- 부게꽃나무 (A. ukurunduense)
- 산겨릅나무 (A. tegmentosum)
- 서아시아고로쇠나무 (A. cappadocium)
- 설탕단풍 (A. saccharum)
- 섬단풍나무 (A. pseudosieboldianum subsp. takesimense)
- 시닥나무 (A. komarovii)
- 신나무 (A. ginnala 또는 A. tataricum subsp. ginnala)
- 우산고로쇠나무 (A. okamotoanum)
- 유럽들단풍 (A. campestre)
- 은단풍 (A. saccharinum)
- 일본당단풍 (A. japobicum)
- 자주네군도단풍 (A. negundo var. violaceum)
- 중국단풍 (A. buergerianum)
- 청시닥나무 (A. barbinerve)
- 털고로쇠나무 (A. pictum)